# Malestream
Malestream es un neologismo en inglés que describe la situación en la que la investigación en ciencias sociales se centra en una perspectiva masculina y asume que sus conclusiones pueden generalizarse a toda la población, independientemente de su sexo. Desarrollado originalmente como una crítica al sesgo masculino de la sociología, el término se ha aplicado desde entonces a la geografía humana, la antropología y la psicología.
El término fue utilizado por primera vez por Mary O'Brien, en su libro de 1981 The Politics of Reproduction (Política de la reproducción). El título implica un juego de palabras con el término en inglés mainstream (corriente principal) y consiste en un detournement del concepto, aplicado a la producción de conocimiento en ciencias sociales. Se trata de una aplicación concreta de la «epistemología de la ignorancia» propuesta por Karl Popper.